# Thaíde
Thaíde (né le 5 novembre 1967 à São Paulo) est un rappeur brésilien.

## Biographie
Au fil du temps, sa carrière gagne un respect national et international, ainsi qu'un bon accueil de la part du public et des critiques, grâce à des succès tels que A Noite, Afro brasileiro, Apresento meu amigo et le méga hit Senhor Tempo Bom. Aux côtés des Racionais MC's, il est considéré comme l'un des principaux noms du hip-hop brésilien. Il fait une apparition spéciale dans le film et la série télévisée Antônia sur Rede Globo, dans le rôle de Marcelo Diamante. Thaíde apparaît également brièvement dans le film Caixa Dois. 
En avril 2009, il prend les rênes de l'émission Manos e Minas de TV Cultura, qu'il a quittée un an plus tard. Il signe un contrat avec TV Bandeirantes en 2010 et présente l'émission A Liga sur la même chaîne, avec Cazé Peçanha, Mariana Weickert et Mel Fronckowiak, ainsi que l'émission Metro Black sur Rádio Metropolitana FM à São Paulo, avec l'animatrice Marcela Rocha.
Thaíde rencontre DJ Hum et l'invite à un partenariat professionnel : « L'un ne savait pas comment faire du scratch correctement, et l'autre ne savait pas comment rimer correctement. C'est ainsi qu'a débuté l'un des mariages artistiques les plus fructueux du rap brésilien. Un an seulement après leur formation, le duo monte sur scène. Selon Thaíde, contrairement à ce que l'on pourrait penser, c'est le public underground qui obtient des places pour les rappeurs débutants. Ce n'est que plus tard que la périphérie se manifeste ».

## Discographie
- 2005 : Caboclinho Comum
- 2007 : Thaide Apenas
- 2014 : Malandragem é viver! (EP)
- 2015 : Pra Cima (single remix)
- 2017 : Vamo que vamo que o som não pode parar

### Thaíde e DJ Hum
- 1988 : Hip-Hop Cultura de Rua
- 1989 : Pergunte a quem Conhece
- 1990 : Hip Hop na Veia
- 1992 : Humildade e Coragem são as Nossas Armas para Lutar
- 1994 : Brava Gente
- 1995 : Afro-Brasileiro (single)
- 1996 : Preste Atenção
- 1997 : O Começo: 87/91 - Coletânea
- 2000 : Assim Caminha a Humanidade

## Distinctions
| Année | Prix                    | Catégorie                                  | Réf   |
| ----- | ----------------------- | ------------------------------------------ | ----- |
| 2001  | Prêmio Hutúz            | Personnalité de l'année                    | [ 5 ] |
| 2007  | Prêmio Qualidade Brasil | Révélation du meilleur acteur pour Antônia | [ 6 ] |

## Ouvrages
- Pergunte a quem conhece: Thaide, 2004.
- Thaide: 30 anos mandando a letra, 2016.